# Chenopodium opulifolium
Chenopodium opulifolium é uma espécie de planta com flor pertencente à família Chenopodiaceae. 
A autoridade científica da espécie é Schrad. ex W.D.J.Koch & Ziz, tendo sido publicada em Catalogus Plantarum, quas in ditione florae palatinatus.... 6. 1814.

## Portugal
Trata-se de uma espécie presente no território português, nomeadamente em Portugal Continental, no Arquipélago dos Açores e no Arquipélago da Madeira.
Em termos de naturalidade é nativa de Portugal Continental e Arquipélago da Madeira e introduzida no arquipélago dos Açores.

## Protecção
Não se encontra protegida por legislação portuguesa ou da Comunidade Europeia.